# Histoplasmose
Histoplasmose is de toestand van het besmet zijn met de schimmel Histoplasma capsulatum. Deze schimmel komt vooral voor in bepaalde delen van de Verenigde Staten (langs de Ohio en de benedenloop van de Mississippi), maar kan ook elders in de wereld wel worden aangetroffen. In de meeste gevallen zijn de longen aangedaan door het inademen van sporen. Andere organen kunnen echter ook wel worden aangedaan en dit is dan meestal een ernstiger vorm van de ziekte. Met name in grotten waar veel vleermuizen huizen komt de schimmel voor, en veel mensen zijn in dergelijke grotten (soms ernstig) besmet geraakt. Ook in de mest van de vaak in grote groepen samenscholende spreeuwen komt de schimmel veel voor. In Nederland zijn gevallen van histoplasmose zeldzaam.
In gebieden waar de schimmel endemisch is heeft een aanzienlijk percentage (tot wel 80%) van de bevolking een positieve huidreactie op schimmel-antigeen, wat aantoont dat ze ooit een infectie hebben doorgemaakt, die echter meestal onopgemerkt is gebleven (vergelijk tuberculose). Zuigelingen, jonge kinderen en ouderen en mensen met een verminderde werking van het immuunsysteem (bv. aids) lopen een grotere kans om van de schimmel ook ziek te worden. Besmetting treedt meestal op door het inademen van sporen, vooral uit stof van gedroogde vleermuizen- of vogelmest. Na 3 tot 17 dagen kan een griep-achtig ziektebeeld optreden met onwel voelen, pijn in de borstkas en een al dan niet droog hoestje. Soms is er een karakteristiek röntgenbeeld. Meestal wordt de infectie vanzelf overwonnen. Als de infectie zich uitbreidt loopt dit meestal fataal af tenzij er wordt behandeld.

## Histoplasmose in het oog
Histoplasmose-haarden in het oog, vooral in het netvlies, verdienen aparte vermelding. Ze zijn niet zo zeldzaam en veroorzaken vermindering van het zien en soms uiteindelijk blindheid. In de groep tussen 20 en 40 jaar is het in endemische gebieden de belangrijkste oorzaak van blindheid. Het komt even vaak bij mannen als bij vrouwen voor. In de ooghaarden zijn geen micro-organismen aangetoond en de behandeling met anti-schimmelmiddelen lijkt geen effect te hebben. Het gaat waarschijnlijk om een immunologische reactie. De diagnose vindt plaats op het klinische beeld; er is geen enkele test die absolute zekerheid biedt.

## Behandeling
Indien nodig, met fungistatica zoals itraconazol of amfotericine B. Een doorgemaakte infectie geeft een zekere immuniteit tegen herinfectie.